# Lycoris
Lycoris (precedentemente conosciuta come Redmond Linux Corporation) era un distributore di software indipendente statunitense con sede a Maple Valley, Washington.

## Storia
L'azienda venne fondata nel 2000 con il nome di Redmond Linux da Joseph Cheek, un imprenditore precedentemente impiegato presso Linuxcare. L'obiettivo di Redmond Linux era quello di semplificare l'utilizzo di software libero per chiunque, in particolare per gli utenti proveniente dal sistema operativo di casa Microsoft. Alla fine del 2001, in occasione della fusione con DeepLinux, società di sistemi embedded, cambiò nome diventando "Redmond Linux Corporation". Il primo prodotto dell'azienda è stato Redmond Linux Personal, una distribuzione Linux pensata per gli utenti Windows.
La società venne ribattezzata Lycoris nel gennaio 2002 e successivamente acquisita da Mandriva il 15 giugno 2005.

## Lycoris Desktop/LX
Il prodotto di punta di Lycoris era la distribuzione Linux Lycoris Desktop/LX. Il programma di installazione della distribuzione era originariamente basato su OpenLinux Workstation 3.1 di Caldera International. Il desktop, inclusa l'immagine di sfondo fornita con il software   cercava di riproporre la grafica di Microsoft Windows XP.